# Agrostis masafuerana
Agrostis masafuerana är en gräsart som beskrevs av Pilg.. Agrostis masafuerana ingår i släktet ven, och familjen gräs.
Artens utbredningsområde är Juan Fernández-öarna. Inga underarter finns listade i Catalogue of Life.